# 烏瓦 (加利福尼亞州)
尤瓦（英語：Uva）是位於美國加利福尼亞州弗雷斯諾縣的一個非建制地區。該地的面積和人口皆未知。

## 地理
尤瓦的座標為36°15′19″N 119°57′32″W / 36.25528°N 119.95889°W，而該地的平均海拔高度為77米（即253英尺）。